# Доходный дом А. П. Корниловой
Доходный дом А. П. Корниловой — памятник архитектуры. Расположен в Василеостровском районе Санкт-Петербурга, современный адрес дома — Средний проспект Васильевского острова, 56, 14-я линия Васильевского острова, 41.

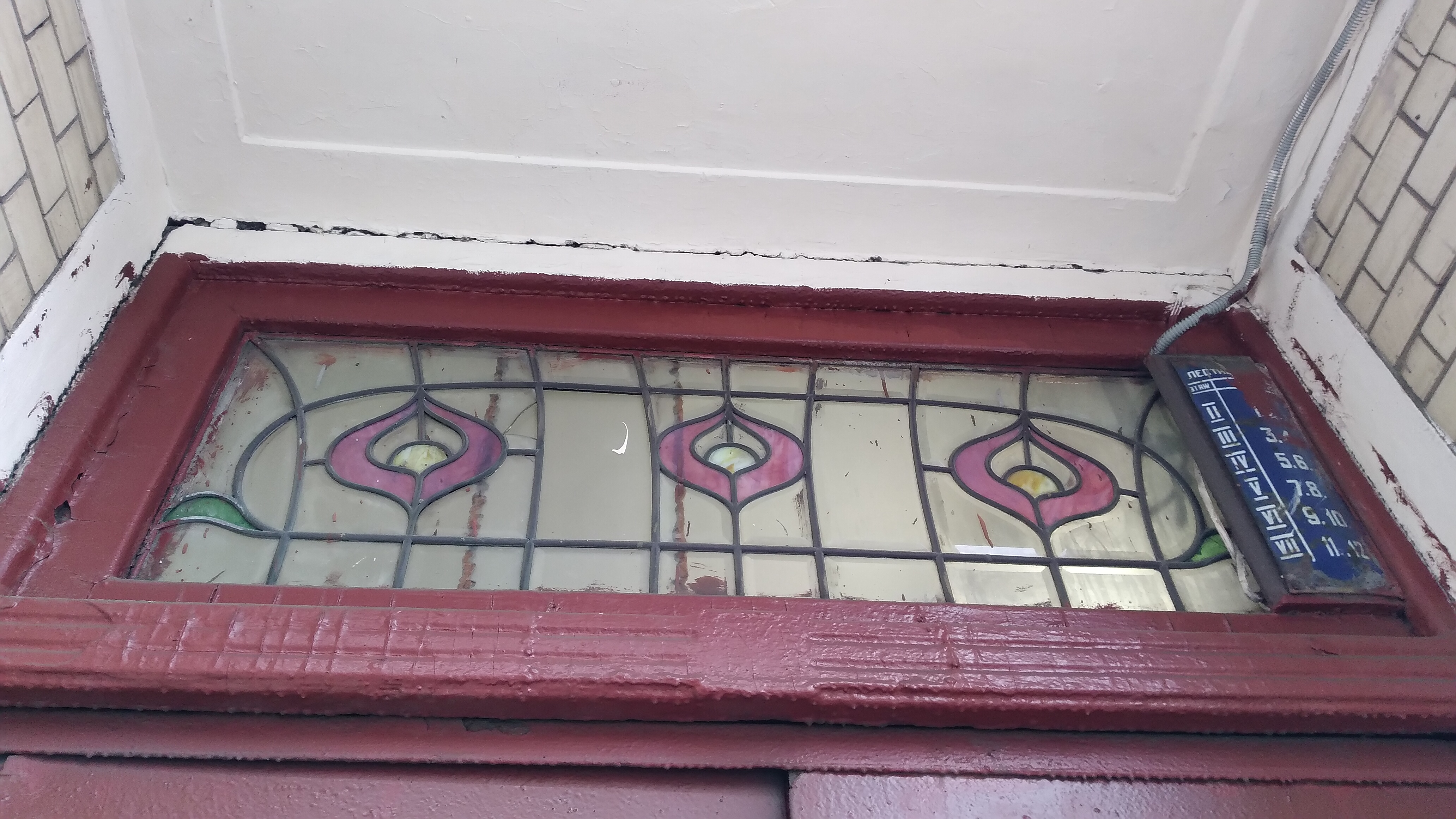
Витраж

До 1862 года участок был застроен деревянными строениями. На 1863 год владельцем был Андрей Семенович Майков, для него был построен каменный трёхэтажный дом. В конце века владелицей стала Мария Васильевна Егорова, сделавшая несколько небольших построек и перестроек; она умерла в 1904 году, и в 1909 году наследники продали участок Михаилу Дмитриевичу Корнилову.
Здание построено в 1909—1910 годах А. Ф. Барановским, для которого характерны постройки угловых домов (за карьеру он построил 7 таких зданий) с выделением угла эркером-башней, как правило (и в данном случае) идущем на всю высоту дома начиная со второго этажа. Это одно из трёх зданий, построенных Барановским для М. Д. Корнилова, который был подрядчиком и сам участвовал в строительстве своих домов (второе и третье — доходный дом М. Д. Корнилова на Малом проспекте Петроградской стороны и доходный дом М. Д. Корнилова на Среднем проспекте Васильевского острова).
Здание ярко, полихромно облицовано белой, зелёной и красной плиткой, глазурованными кирпичом и гранитной щепой. У углового эркера круглое сечение, в широком фигурном аттике сделано криволинейное окно.
В доме частично сохранились витражи в окнах и на перегородках между лестницами.
В 1911—1913 годах, в период создания картины «Купание красного коня», в доме жил Кузьма Сергеевич Петров-Водкин.
В 2019 году дом вошел в перечень 255 многоквартирных домов — памятников архитектуры с особо сложными фасадами, которые предполагается отреставрировать по программе КГИОП «Наследие».